# Michael Fichtl
Michael Fichtl ist eine fiktive Figur in den Tatort-Folgen des ORF und wurde von Michael Janisch gespielt. Er tritt in 24 Folgen auf, in neun davon als Hauptermittler.

## Figuren

### Michael Fichtl
Michael Fichtl, gespielt von Michael Janisch, hat bereits zu Beginn seiner Laufbahn bei der Polizei mit Oberinspektor Marek zusammengearbeitet und nach eigener Aussage viel von diesem gelernt (Der letzte Mord).
Fichtl arbeitet im Sicherheitsbüro der Bundespolizeidirektion Wien und gehört zur Gruppe von Oberinspektor Hirth, die später von Oberinspektor Pfeifer geleitet wird. Nachdem dieser das Wiener Sicherheitsbüro verlässt, übernimmt Hofrat Dr. Putner zunächst kommissarisch die Leitung der Gruppe. De facto gibt aber Fichtl den Ton an. Putner mutmaßt bereits am Ende der Folge Blinde Angst, dass Fichtls Beförderung zum Oberinspektor unmittelbar bevorstehe, liegt damit aber falsch.
Als der Gruppe in Seven Eleven der junge Inspektor Katzki als Verstärkung zugeteilt wird und im Mitarbeiterbüro nicht mehr genug Platz für alle Inspektoren ist, zieht Fichtl ins Büro „vom alten Chef“ (bisheriges Büro der Oberinspektoren Hirth und Pfeifer).
Nachdem er bei den Recherchen zum Tod eines Enthüllungsjournalisten in Stahlwalzer illegalen Waffenlieferungen einer Wiener Firma in die arabische Welt auf die Spur kommt, wird Fichtl zum Oberinspektor befördert.
Recht schnell erfolgt danach die Beförderung zum Chefinspektor. Als Vorgesetzter steht Fichtl dann in Hahnenkampf und Morde ohne Leichen seinen neuen Mitarbeitern Kant und Varanasi zur Seite und unterstützt sie aktiv bei den Ermittlungen.
Über das Privatleben von Fichtl ist nicht viel bekannt. Der alleinlebende Ermittler hat eine Nichte, die in Deutschland lebt und ihn in Telefongeld besucht.
In den frühen Folgen trägt Fichtl meist eine Lederjacke. Nach einem Vorfall, bei dem sich ein Bankräuber in Fichtls Wohnung erschießt, verändert Fichtl sein Leben und trägt fortan nur noch Anzüge (Stahlwalzer).

### Vorgesetzte
- Oberinspektor Kurth Hirth (Kurt Jaggberg) leitet die Ermittlungsgruppe im Wiener Sicherheitsbüro. Er leitet die Ermittlungen für neun Folgen und unterstützt den ehemaligen MAD-Oberstleutnant Delius als Gastkommissar in Baranskis Geschäft. In Der Tod des Tänzers wird erwähnt, dass er zur Kur ist und daher Oberinspektor Pfeifer die Ermittlungen leitet. In den Folgen danach wird Hirth nicht mehr erwähnt.
- Oberinspektor Pfeifer (Bruno Dallansky) übernimmt ab der Folge Der Tod des Tänzers die Leitung der Gruppe. In den Folgen Geld für den Griechen und Blinde Angst erkundigt sich der Polizeiarzt bei Fichtl nach Pfeifer, woraufhin dieser antwortet, Pfeifer sei in Linz und „spiele den Reserve-Hofrat“.
- Hofrat Dr. Putner (Gerhard Dorfer) ist der Leitende Beamte im Wiener Sicherheitsbüro und damit der Vorgesetzte der Oberinspektoren Hirth, Pfeifer, Fichtl und Becker. Nach dem Weggang von Oberinspektor Pfeier leitet er zunächst kommissarisch die Ermittlungsgruppe, bis Fichtl (auch) offiziell die Leitung übernimmt. Putner tritt in 24 Folgen auf.

### Kollegen
- Inspektor Franz Ullmann (Miguel Herz-Kestranek) ist neben Fichtl einer der engsten Mitarbeiter von Oberinspektor Hirth. Nachdem er in der Folge Nachtstreife angeschossen und schwer verletzt wird, quittiert er den Dienst.
- Inspektor Viktor Schulz (Heinz Zuber) assistiert den Oberinspektoren Hirth und Pfeifer in insgesamt 10 Folgen.
- Inspektor Adolf Hollocher (Michael Bukowsky) ist in den Jahren 1984 bis 1996 im Sicherheitsbüro tätig und steht seinen jeweiligen Vorgesetzten in insgesamt 26 Folgen zur Seite. Anfangs ist er eher ruhig und zurückhaltend. In den späteren Folgen ist er mit seiner Frau Regina verheiratet (Kinderspiel) und hat einen Sohn (Mein ist die Rache).
- Inspektor Dorothea Winter (Dorothea Parton) wird der Gruppe Pfeifer in der Folge Die offene Rechnung zugeteilt. Sie bleibt für fünf Folgen Teil des Teams und tritt auch in der Serie „Der vierte Mann“ auf.
- Inspektor Herbert Passini (Christoph Waltz) ist gelernter Herrenausstatter und ermittelt zusammen mit Oberinspektor Pfeifer und seinem Team in der Folge Wunschlos tot. Am Ende der Folge entschließt er sich, den Polizeidienst zu quittieren, um wieder in seinem alten Beruf zu arbeiten.[1]
- Inspektor Katzki (Gerhard Roiß) unterstützt das Team in Seven Eleven.
- Inspektor Susanne „Susi“ Kern (Sylvia Haider) übernimmt die Position von Inspektor Winter und arbeitet in vier Folgen mit Fichtl zusammen.
- Inspektor Aloisia „Lou“ Hareter (Margot Vuga) tritt in zwei Folgen auf.
- Oberinspektor Max Becker (Klaus Wildbolz) leitet die Ermittlungen in Mein ist die Rache und erhält dabei Unterstützung von Fichtls Mitarbeitern Hollocher und Hareter.

### Sonstige
- Polizeiarzt Dr. Köstling (Erik W. Göller) ist in 13 Folgen zu sehen.
- Oberinspektor a. D. Marek (Fritz Eckhardt) tritt in zwei Folgen als Gast auf. In Der letzte Mord gerät sein Enkel unter Mordverdacht, sodass Marek sich gezwungen sieht, in die Ermittlungen einzugreifen. Dabei arbeitet er mit Oberinspektor Pfeifer und seinem Team zusammen. Am Ende der Folge wandert Marek nach Neuseeland aus, wo seine Tochter mit ihrer Familie lebt.

### Nachfolger
Fichtls Nachfolge als Hauptermittler treten Oberinspektor Paul Kant (Wolfgang Hübsch) und Inspektor Jakob Varanasi (Johannes Nikolussi) an. Beide ermitteln in den Folgen Hahnenkampf und Morde ohne Leichen. Dabei werden sie von Inspektorin Maier (Elisabeth Lanz) und dem mittlerweile zum Chefinspektor beförderten Fichtl unterstützt.

## Tatort-Folgen des ORF von 1984 bis 1997
| Folge | Titel                           | Erstausstrahlung | Hauptermittler    | Teammitglieder                                               | Besonderheiten |
| ----- | ------------------------------- | ---------------- | ----------------- | ------------------------------------------------------------ | --- |
| 163   | Der Mann mit den Rosen          | 25. Nov. 1984    | Hirth             | Fichtl, Ullmann, Schulz, Hollocher, Dr. Putner               | |
| 168a  | Fahrerflucht                    | 19. Mai 1985     | Hirth             | Fichtl, Ullmann, Schulz, Hollocher, Dr. Putner, Dr. Köstling | ORF-eigene Produktion außerhalb der offiziellen Tatort-Reihe |
| 171a  | Des Glückes Rohstoff            | 08. Sept. 1985   | Hirth             | Fichtl, Schulz, Hollocher, Dr. Putner                        | ORF-eigene Produktion außerhalb der offiziellen Tatort-Reihe |
| 172   | Nachtstreife                    | 15. Sept. 1985   | Hirth             | Fichtl, Ullmann, Schulz, Hollocher, Dr. Putner, Dr. Köstling | |
| 176a  | Strindbergs Früchte             | 12. Jan. 1986    | Hirth             | Schulz, Hollocher, Dr. Köstling                              | ORF-eigene Produktion außerhalb der offiziellen Tatort-Reihe |
| 178a  | Das Archiv                      | 02. März 1986    | Hirth             | Fichtl, Hollocher, Dr. Putner                                | ORF-eigene Produktion außerhalb der offiziellen Tatort-Reihe |
| 181a  | Die Spieler                     | 13. Juni 1986    | Hirth             | Hollocher                                                    | ORF-eigene Produktion außerhalb der offiziellen Tatort-Reihe |
| 184a  | Alleingang                      | 24. Aug. 1986    | Hirth             | Fichtl, Schulz, Hollocher, Dr. Putner, Dr. Köstling          | ORF-eigene Produktion außerhalb der offiziellen Tatort-Reihe |
| 186   | Wir werden ihn Mischa nennen    | 21. Sept. 1986   | Hirth             | Fichtl, Schulz, Hollocher, Dr. Putner                        | |
| 186a  | Der Schnee vom vergangenen Jahr | 12. Okt. 1986    | Lutinsky          | Hegner, Navratil                                             | Einziger Fall dieser Hauptfigur; untypisch für die Tatort-Reihe wird hier der Journalist Lutinsky als Ermittler angegeben, obwohl sich die Polizisten Hegner und Navratil mit dem Fall befassen. |
| 187a  | Der Tod des Tänzers             | 18. Dez. 1986    | Pfeifer           | Schulz, Hollocher, Dr. Putner, Dr. Köstling                  | ORF-eigene Produktion außerhalb der offiziellen Tatort-Reihe |
| 188a  | Die offene Rechnung             | 11. Jan. 1987    | Pfeifer           | Fichtl, Schulz, Hollocher, Winter, Dr. Putner                | ORF-eigene Produktion außerhalb der offiziellen Tatort-Reihe |
| 192a  | Superzwölfer                    | 25. Apr. 1987    | Pfeifer           | Fichtl, Schulz, Hollocher, Dr. Putner                        | ORF-eigene Produktion außerhalb der offiziellen Tatort-Reihe |
| 196   | Wunschlos tot                   | 30. Aug. 1987    | Passini           | Pfeifer, Fichtl, Hollocher, Dr. Putner, Dr. Köstling         | Gastauftritt von Marek sowie von Lenz und dessen Assistent Schneider |
| 199   | Der letzte Mord                 | 29. Nov. 1987    | Pfeifer           | Fichtl, Hollocher, Dr. Putner, Dr. Köstling                  | Gastauftritt von Marek, letzter Auftritt von Marek im Tatort |
| 199a  | Atahualpa                       | 19. Dez. 1987    | Pfeifer           | Hollocher, Winter, Dr. Köstling                              | ORF-eigene Produktion außerhalb der offiziellen Tatort-Reihe |
| 199b  | Flucht in den Tod               | 19. Dez. 1987    | Pfeifer           | Fichtl, Winter, Dr. Köstling                                 | ORF-eigene Produktion außerhalb der offiziellen Tatort-Reihe |
| 211   | Feuerwerk für eine Leiche       | 02. Okt. 1988    | Pfeifer           | Fichtl, Hollocher, Winter, Dr. Putner                        | |
| 218a  | Geld für den Griechen           | 21. Mai 1989     | Fichtl            | Hollocher, Winter, Dr. Putner, Dr. Köstling                  | ORF-eigene Produktion außerhalb der offiziellen Tatort-Reihe |
| 223   | Blinde Angst                    | 01. Okt. 1989    | Fichtl            | Hollocher, Winter, Dr. Putner, Dr. Köstling                  | |
| 236   | Seven Eleven                    | 11. Nov. 1990    | Fichtl            | Hollocher, Winter, Katzki, Dr. Putner                        | |
| 247   | Telefongeld                     | 15. Sept. 1991   | Fichtl            | Hollocher, Winter, Dr. Putner, Dr. Köstling                  | |
| 261   | Kinderspiel                     | 16. Aug. 1992    | Fichtl            | Hollocher, Kern, Dr. Putner, Dr. Köstling                    | |
| 281   | Stahlwalzer                     | 24. Okt. 1993    | Fichtl            | Hollocher, Kern, Dr. Putner                                  | |
| 298   | Ostwärts                        | 30. Okt. 1994    | Fichtl            | Hollocher, Kern, Dr. Putner                                  | |
| 317   | Die Freundin                    | 13. Aug. 1995    | Fichtl            | Hollocher, Hareter, Dr. Putner                               | |
| 333   | Kolportage                      | 19. Mai 1996     | Fichtl            | Hollocher, Kern, Dr. Putner                                  | |
| 338   | Mein ist die Rache              | 14. Juli 1996    | Becker            | Hollocher, Hareter, Dr. Putner                               | |
| 358   | Hahnenkampf                     | 20. Apr. 1997    | Kant und Varanasi | Fichtl, Maier                                                | |
| 360   | Morde ohne Leichen              | 19. Mai 1997     | Kant und Varanasi | Fichtl, Maier                                                | |